# Такаламит
Такаламит (също текалемит, на английски: grease gun; на немски: Schmierpresse) представлява инструмент за гресиране, обикновено ръчна или крачно задвижвана преса за подаване на греста под налягане.
Думата идва от наименованието на немската фирма Tecalemit (основана през 1932 г. като Deutsche Tecalemit) от гр. Билефелд, Германия. Под тази търговска марка се произвеждат гресиращи преси. Гресиращите преси могат да бъдат и с електрическо или пневматично задвижване в зависимост от предназначението си.